# Tom Zirbel
Tom Zirbel (Boulder, 30 oktober 1978) is een Amerikaanse wielrenner, die gespecialiseerd is in het tijdrijden.
In 2009 werd Zirbel vierde op het WK tijdrijden.
Op 27 december 2009 maakte hij bekend dat er in augustus van dat jaar, tijdens het Amerikaans kampioenschap wielrennen, sporen van de steroïde DHEA in zijn urine werden gevonden. Ondanks het feit dat hij dopinggebruik ontkende, accepteerde hij een schorsing van twee jaar. Hierdoor liep hij ook een transfer naar Garmin-Slipstream mis. Zirbel kondigde daarbij ook zijn afscheid van de wielersport aan. In 2011 werd de schorsing wegens medewerking met de Amerikaanse dopingautoriteiten ingekort tot 18 maanden, waardoor Zirbel weer mocht deelnemen aan wedstrijden. Hij bleef het gebruik van doping echter ontkennen. Hij trok zijn eerdere besluit om te stoppen met wielrennen in en sloot zich aan bij de Amerikaanse ploeg Jamis-Sutter Home. Vanaf 2012 rijdt Zirbel voor Optum-Kelly Benefit Strategies.
In 2016, het afscheidsjaar van Zirbel als professioneel wielrenner, deed hij op de wielerbaan van Aguascalientes een poging om het Amerikaans uurrecord te verbreken. Dit lukte, Zirbel reed 53,037 kilometer. Alleen de houder van het werelduurrecord, Bradley Wiggins, kwam ooit verder.

## Belangrijkste overwinningen
2006
- 1e etappe en eindklassement Valley of the Sun Stage Race
- Cascade Classic

2007
- 1e(A) en 6e(B) etappe Ronde van Southland

2008
- 5e etappe Ronde van Utah
- 1e etappe Ronde van Elk Grove

2009
- 1e etappe Nature Valley Grand Prix

2012
- 1e etappe Nature Valley Grand Prix
- Eindklassement Nature Valley Grand Prix
- Proloog Ronde van Elk Grove

2013
- 4e etappe Ronde van Alentejo
- 3e etappe Ronde van de Gila (individuele tijdrit)
- Amerikaans kampioen individuele tijdrit op de weg, Elite

2015
- 3e etappe Ronde van de Gila (individuele tijdrit)

2016
- 3e etappe Ronde van de Gila (individuele tijdrit)